# Гржебичкова, Петра
Петра Гржебичкова (чеш. Petra Hřebíčková; род. 20 сентября 1979, Годонин) — чешская актриса театра и кино.

## Биография
Родилась в 1979 году в Годонине, Чехословакия.
Окончила коммерческую академию и продолжила учёбу на театральном факультете Академии музыки имени Яначека в Брно.
С 2002 по 2003 год работала в театре в Брно. В 2003—2009 годах в городском театра Злина, с 2010 года в пражском театре Смихова.
В 2009 году удостоена чешской тетаральной премии «Талия» за главную роль Мариши в одноимённой драме Вилема Мршика, в 2014 году номинировалась на эту премию за роль Гертруды в «Гамлете».
С 2006 года снимается в кино и сериалах.

## Избранная фильмография
- 2006 — Я обслуживал английского короля / Obsluhoval jsem anglického krále — Ярушка
- 2009 — Снежная ночь / Sněžná noc — Лена
- 2011 — Мужские надежды / Muži v naději — Алиса
- 2016 — Чудесная женщина на горбу / Bezva zenská na krku — Элиска
- 2019 — Сквозь пальцы / Pres prsty — Линда
- 2020 — D2: Поезд на край света / D2: Vlakem až na konec světa — Габина